# Cheng Mao Yun
Cheng Mao Yun   (Districte de Xinjian, 25 d'agost de 1900 - 31 de juliol de 1957) va ser compositor xinès i professor a la National Central University i a la Hangzhou Societal University (杭州 社會 大學). Va compondre el que ara és l'himne taiwanès, el "Zhōnghuá Mínguó Guógē".
Va néixer a Xinjian (recentment construït), Jiangxi, en el si d'una família d'oficials. Va estudiar música a l'Escola Normal Superior Superior de Jiangxi (Jiāngxī shěnglì gāoděng shīfàn xuéxiào) i a la Ueno Music Academy (上 野 音乐 学院) de Tòquio, violí, després teoria musical i composició.
El 1928 es va escollir la seva presentació de la melodia de "Tres principis del poble". El 1947 viatjà per primera vegada a Taiwan, on Hsiao Er-hua (蕭 而 化 Xiāo Érhuà), cap del Col·legi de Música de la Universitat Normal Provincial de Taiwan, va oferir un lloc a Cheng Maoyun, però es va negar. No va tornar mai més a Taiwan. Va tenir un ictus el 1951 a Xi'an i va morir d'un segon ictus a Nanjing el 31 de juliol de 1957.
La cançó oficial de la Universitat Central Nacional també està composta per Cheng.
La seva dona i el seu fill també són músics. Zhang Yongzhen (张 咏 真), l'esposa de Cheng, és professora de piano a l'Acadèmia de Música de Xi'an. El seu fill, Zhang Jiannan (张 坚 男; nascut el 1945), és compositor.